# Endotelio corneal

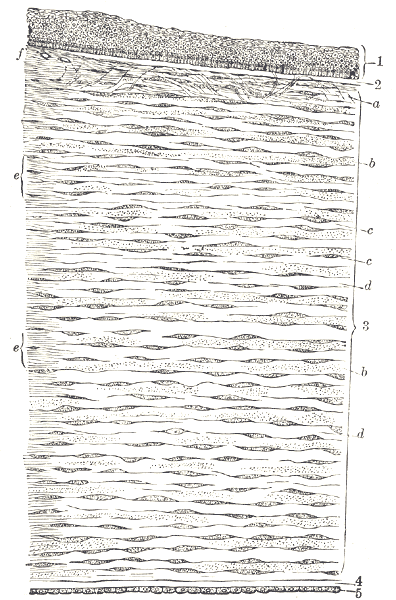
Corte transversal de la córnea en el que se señala con el número 5 la capa que corresponde al endotelio corneal

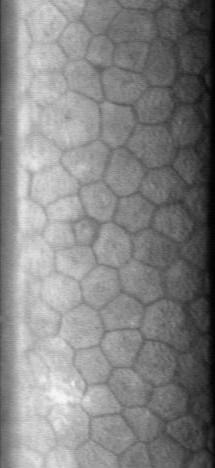
Células hexagonales del endotelio corneal visualizadas mediante un microscopio especular

El endotelio corneal es una monocapa de células hexagonales que se encuentra situada en la superficie interna de la córnea, en contacto directo con el humor acuoso y la cámara anterior del ojo. Está formado por una única capa de células hexagonales de tamaño bastante uniforme, con un espesor que oscila entre 10 y 20 micras. Esta capa no tiene la capacidad de hacer mitosis, por lo cual no se regenera.  Se comporta como una membrana semipermeable que permite el paso del humor acuoso a través suyo, el cual aporta glucosa y otros nutrientes al interior de la córnea, haciendo posible su nutrición. Por otra parte dispone de un mecanismo que transporta activamente el agua en sentido inverso, mediante gasto energético. Esta segunda propiedad es fundamental para evitar que la córnea se edematice —aumente de volumen por acumulación de agua—. En oftalmología es posible la visualización directa del endotelio corneal mediante un instrumento óptico llamado microscopio especular.

## Microscopía especular
La microscopia especular permite la visualización del endotelio córneal en vivo, mostrando el tamaño la forma y densidad celular.  La técnica se basa en proyectar un estrecho haz de luz sobre la córnea, con un determinado ángulo de incidencia, una pequeña fracción de la luz se refleja en la interface endotelio córneal - humor acuoso, como si se tratara de un espejo, y es recogida por el objetivo del microscopio, formando una imagen amplificada de la zona.

## Recuento de células endoteliales
En el momento del nacimiento existen alrededor de 5000 células por mm² en el endotelio corneal, a medida que la edad avanza este número tiende a disminuir. En un adulto normal existen entre 1500 y 2600 células por mm². El nivel mínimo necesario para una función normal oscila entre 600 y 900 células por mm², si la cifra disminuye por debajo de 500 células por mm², la córnea tiende a edematizarse y perder su transparencia, provocando dificultades de visión. Aunque estas células son metabólicamente muy activas, en caso de lesión no regeneran, sino que son sustituidas por hipertrofia de las células colindantes, por ello la lesión del endotelio corneal puede tener consecuencias fatales para la visión.

## Enfermedades
Los principales procesos que pueden afectar al endotelio corneal son la distrofia endotelial de Fuchs y el trauma quirúrgico que ocurre en algunas intervenciones oculares, como la cirugía de la catarata.
La distrofia endotelial de Fuchs se caracteriza por la aparición en el endotelio corneal de unas protuberancias que simulan gotas, por lo que se las llama guttata (córnea guttata). Cuando la enfermedad avanza, la córnea pierde su transparencia y es necesario realizar un trasplante de córnea o queratoplastia.